# Çinarlı (Biləsuvar)
Çinarlı è un comune dell'Azerbaigian situato nel distretto di Biləsuvar. Conta una popolazione di 693 abitanti.